# Mauro De Pellegrin
Mauro De Pellegrin (Castelnovo di Sotto, 10 ottobre 1955) è un ex ciclista su strada italiano.

## Carriera
Nato nel 1955 a Castelnovo di Sotto, in provincia di Reggio Emilia, non è mai passato professionista, gareggiando per tutta la carriera, terminata nel 1982 a 27 anni, da dilettante. Ha iniziato a praticare il ciclismo a 16 anni.
Tra le altre vittorie, da dilettante ha conquistato una tappa al Giro d'Italia dilettanti con la G.S. Lambrusco Giacobazzi nel 1979. Dal 1977 al 1981, con l'unica eccezione del 1980, ha partecipato ai Mondiali, sempre nella cronosquadre Dilettanti, vincendo la medaglia d'argento a San Cristóbal 1977, insieme a Mirko Bernardi, Vito Da Ros e Dino Porrini, chiudendo dietro all'Unione Sovietica, è arrivato invece 6º a Nürburg 1978, 7º a Valkenburg aan de Geul 1979 e 5º a Praga 1981. Nel 1979 è stato invece medaglia d'oro ai Giochi del Mediterraneo di Spalato 1979, sempre nella cronosquadre, con Gianni Giacomini, Ivano Maffei e Alberto Minetti, in 2h08'51".
A 24 anni ha preso parte ai Giochi olimpici di Mosca 1980, terminando 5º nella cronometro a squadre insieme a Gianni Giacomini, Ivano Maffei e Alberto Minetti, con il tempo di 2h04'36"2.

## Palmarès
- 1976 (dilettanti)

Trofeo Gino Visentini
Coppa San Bernardino
- 1978 (dilettanti)

Coppa Varignana
- 1979 (dilettanti)

2ª tappa Giro d'Italia dilettanti (Imperia > Tortona)

### Altri successi
- 1980 (dilettanti)

Trofeo Valco (Bergamo, cronosquadre)
- 1981 (dilettanti)

Trofeo Baracchi dilettanti (Bergamo, cronosquadre)

## Piazzamenti

### Competizioni mondiali
- Campionati del mondo

San Cristóbal 1977 - Cronosquadre Dilettanti: 2º
Nürburg 1978 - Cronosquadre Dilettanti: 6º
Valkenburg aan de Geul 1979 - Cronosquadre Dilettanti: 7º
Praga 1981 - Cronosquadre Dilettanti: 5º
- Giochi olimpici

Mosca 1980 - Cronosquadre: 5º